# SCC (企業)
株式会社エスシーシー（SCC、Software Consultant Corporation）は、東京都中野区に本社を置く日本の独立系システムインテグレーター。
北海道情報大学や電子開発学園、宇宙技術開発株式会社などを擁するeDCグループの企業である。

## 沿革
- 1975年 - 株式会社EDC設立
- 1976年 - ソフトウェア・コンサルタント株式会社設立
- 1979年 - 株式会社SCCインターナショナル設立
- 1980年 - 株式会社SCCインターナショナルロサンゼルス支店開所
- 1983年 - PINE-CAI（ネットワーク）を開発
- 1986年 - PINE-CBEを開発
- 1989年 - 株式会社EDC、ソフトウェア・コンサルタント株式会社、SCCインターナショナルの3社が合併、 株式会社エスシーシーとして新発足
- 1999年 - プライバシーマーク取得
- 2001年 - ISO 9001取得（システム事業本部）
- 2003年 - ISO 9001:2000取得（システム事業本部）、ISO 9001:2000取得（関西支店）
- 2005年 - ISO 14001:1996取得（管理統括部、企画調整室）
- 2006年 - ISO/IEC 27001:2005取得（セキュリティ教育部、インターネットセキュリティ部、情報システム管理課）、ISO 14001:2004取得（本社）
- 2007年 - ISO/IEC 27001:2005取得（全社）

## 主なサービス
クレジットカード決済やQRコード決済などの金融系のシステムをはじめ、鉄道、カーナビ、医療、セキュリティなど、幅広いシステム開発を手掛けている。主力製品は日本ヒューレット・パッカードと共同開発したIceWall SSO（Webシングルサインオンソフトウェア）。また2021年11月には小学生向けプログラミング教材「プログリンク」の発売を開始した。

## 事業所
- 北海道支店 - 札幌市中央区北3条西7丁目1-1（緑苑ビル）
- 名古屋支店 - 愛知県名古屋市中区栄四丁目15番14号（栄ハイホーム3階）
- 関西支店 - 大阪府大阪市福島区野田5-17-22（大拓ビル）
- 九州支店 - 福岡県福岡市中央区春吉1-11-18

## eDCグループ
- 宇宙技術開発株式会社
- 株式会社北海道情報技術研究所
- 電子開発学園
- 北海道情報大学
- 北海道情報専門学校
- 新潟情報専門学校
- 名古屋情報メディア専門学校
- 名古屋医療情報専門学校
- 大阪情報専門学校
- 広島情報専門学校
- KCS北九州情報専門学校
- KCS福岡情報専門学校
- KCS大分情報専門学校
- KCS鹿児島情報専門学校

## 不祥事

### 出向社員の過労自殺
2019年4月、グループ会社の宇宙技術開発に出向していた30代の男性社員が2016年10月に自殺した件を巡り、土浦労働基準監督署は労災を認定した。